# 德里夫策特
德里夫策特是德国下萨克森州的一个市镇。总面积15.37平方公里，总人口738人，其中男性383人，女性355人（2011年12月31日），人口密度48人/平方公里。